# Marcel Gromaire

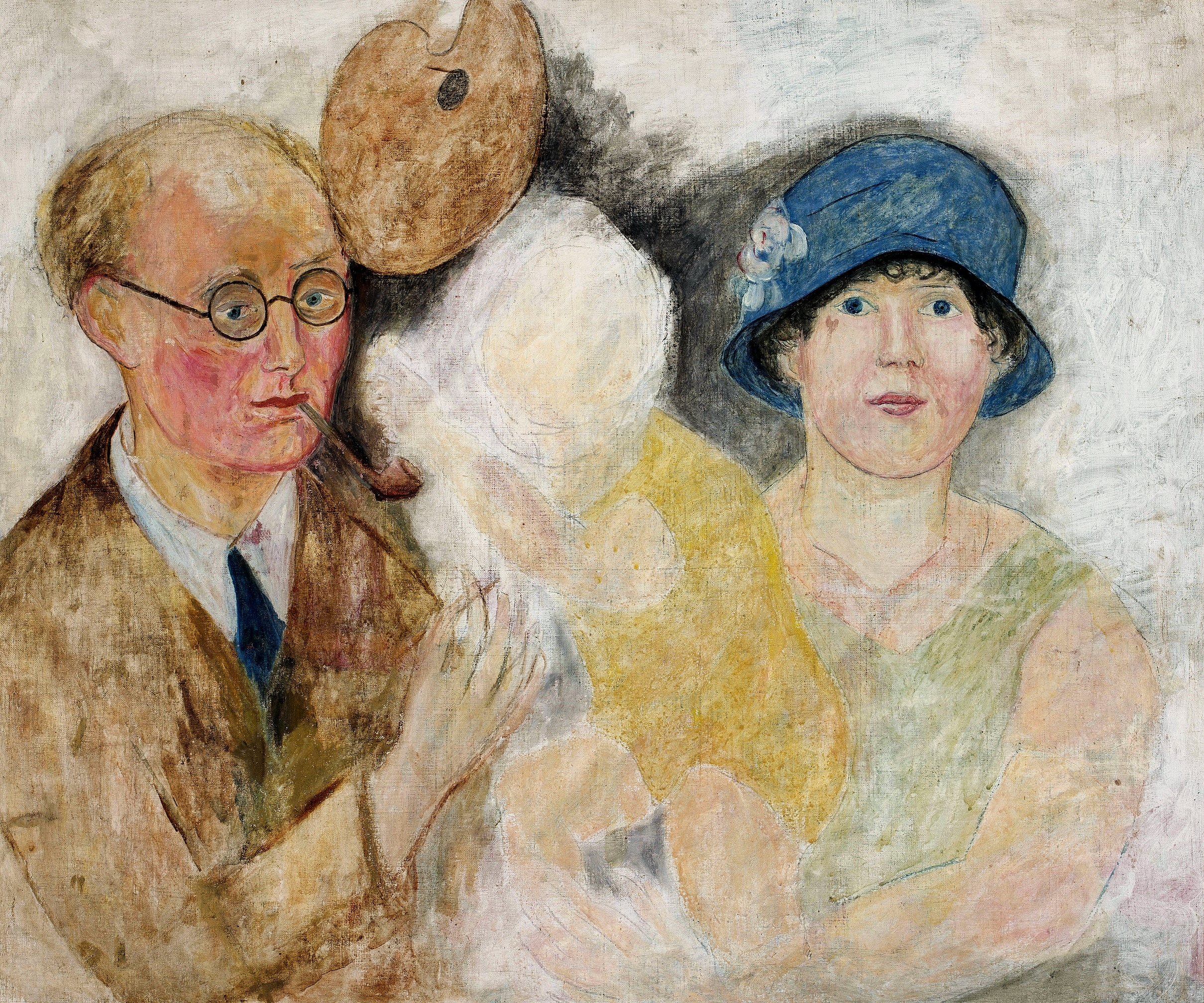
Marcel Gromaire e la sua famiglia in un ritratto di Tadeusz Makowski del 1925

Marcel Gromaire (Noyelles-sur-Sambre, 24 luglio 1892 – Parigi, 11 aprile 1971) è stato un pittore francese.

## Biografia
Di origini francesi e fiamminghe, si appassiona alla pittura e inizialmente si forma artisticamente da autodidatta.
Gromaire successivamente si perfeziona presso l'accademia di Montparnasse e frequentando l'atelier degli allievi di Matisse. È costretto ad interrompere l'attività a causa dello scoppio della prima guerra mondiale, durante la quale si arruola nell'esercito transalpino.
Nel primo dopoguerra il suo stile si avvicina a quello di Léger e i suoi temi a quelli di Matisse. Il suo stile è stato definito espressionistico, ma Gromaire non ha escluso dallo spirito delle sue opere le tendenze innovatrici europee, in modo tale da potere essere accostato alla scuola di Lhote e di La Fresnaye.
Nel 1937 decora il padiglione di Sèvres all'Esposizione Universale di Parigi e incomincia una serie di cartoni per arazzi, proponendosi come maestro innovatore della tapisserie moderna: tra le opere del genere si possono citare I quattro elementi (1938) e Le quattro stagioni.
Lavora alla Manifattura di Aubusson, assieme a Lurçat.
Ha preso parte alla Biennale di Parigi del 1959.
Tra le sue opere pittoriche più significative vi sono I contrabbandieri, La toilette, I bevitori di birra, Bagnanti.
È apprezzato anche come illustratore di libri, tra cui i Petit poèmes en prose di Baudelaire.

## Opere
- 1922: Portrait de Georges Zérapha
- 1924: Le Faucheur
- 1925: La Guerre
- 1928: Tennis devant la Mer
- 1929: Ci contre : portrait de Georges Charensol
- 1935: Les Lignes de la main
- 1936: Les Loisirs, huile sur toile, La Piscine, Roubaix, France
- 1948: Soir sur une Vallée Abrupte
- 1950: Le Peintre et son Modèle